# 國電電力發展股份
國電電力發展股份有限公司（上交所：600795），簡稱國電電力，成立於1992年，是國家能源投資集團的子公司，並1997年在上海證券交易所上市。它負責開發、投資、建設、經營和管理發電廠和電力生產。
2013年1月4日社保基金將以20億元（人民幣‧下同）獲得國電電力股份9.17億股，持股比例達5.32%，正式成為國電電力第二大股東，持股鎖定期為3年。也即是全國社保基金首次在電力行業上市公司直接投資

## 連結
- 國電電力發展股份 （页面存档备份，存于）